# Rubitecan
Rubitecan (INN, tên tiếp thị Orathecin) là một chất ức chế topoisomerase đường uống, được phát triển bởi SuperGen (nay là Astex Enterprises, Inc., Thành viên của Tập đoàn Otsuka).

## Lịch sử
Vào ngày 27 tháng 1 năm 2004, SuperGen tuyên bố rằng họ đã hoàn thành việc nộp NDA cho rubitecan cho FDA Hoa Kỳ, và được chấp nhận nộp vào tháng 3 năm 2004.
Vào tháng 1 năm 2005, và dưới sự chỉ đạo của Giám đốc điều hành lúc đó James Manuso, SuperGen đã rút NDA cho rubitecan, dựa trên phản hồi chỉ ra rằng gói dữ liệu hiện tại sẽ không đủ để có được sự chấp thuận của Hoa Kỳ, và vào tháng 1 năm 2006, Marketing Đơn xin phép (MAA) đã nộp cho Cơ quan Dược phẩm Châu Âu (EMA) cũng đã bị rút.
Cái tên Rubitecan là một chân dung của người sáng lập SuperGen, Tiến sĩ Joseph Rubinfeld, và tên hóa học 9-Nitrocamptothecin.

## Tổng hợp
Sản xuất quy mô lớn của Rubitecan đã gặp phải vấn đề. Quá trình nitrat hóa trực tiếp của camptothecin dẫn đến các vấn đề về tái phát. Một cách đã được sử dụng để tổng hợp Rubitecan là nitrat 10-hydroxycamptothecin hơn là loại bỏ nhóm chức hydroxyl.

## Dùng làm thuốc chống ung thư
Rubitecan là một hợp chất được sử dụng rộng rãi trong nghiên cứu ung thư. Rubitecan là một loại thuốc hiệu quả chống lại ung thư tuyến tụy và các khối u rắn khác. Một vấn đề lớn là thiếu sinh khả dụng đường uống do tính thấm thấp và độ hòa tan trong nước kém. Một nghiên cứu cho thấy 9-NC-SD thông qua hệ thống phân tán rắn dựa trên Soluplus1 là phương pháp phân phối hiệu quả hơn nhiều so với 9-NC miễn phí.